# ASGR1
ASGR1 (англ. Asialoglycoprotein receptor 1) – білок, який кодується однойменним геном, розташованим у людей на короткому плечі 17-ї хромосоми. Довжина поліпептидного ланцюга білка становить 291 амінокислот, а молекулярна маса — 33 186.
| 10         |  | 20         |  | 30         |  | 40         |  | 50         |
| ---------- |  | ---------- |  | ---------- |  | ---------- |  | ---------- |
| MTKEYQDLQH |  | LDNEESDHHQ |  | LRKGPPPPQP |  | LLQRLCSGPR |  | LLLLSLGLSL |
| LLLVVVCVIG |  | SQNSQLQEEL |  | RGLRETFSNF |  | TASTEAQVKG |  | LSTQGGNVGR |
| KMKSLESQLE |  | KQQKDLSEDH |  | SSLLLHVKQF |  | VSDLRSLSCQ |  | MAALQGNGSE |
| RTCCPVNWVE |  | HERSCYWFSR |  | SGKAWADADN |  | YCRLEDAHLV |  | VVTSWEEQKF |
| VQHHIGPVNT |  | WMGLHDQNGP |  | WKWVDGTDYE |  | TGFKNWRPEQ |  | PDDWYGHGLG |
| GGEDCAHFTD |  | DGRWNDDVCQ |  | RPYRWVCETE |  | LDKASQEPPL |  | L          |

A: Аланін

C: Цистеїн

D: Аспарагінова кислота

E: Глутамінова кислота

F: Фенілаланін

G: Гліцин

H: Гістидин

I: Ізолейцин

K: Лізин

L: Лейцин

M: Метіонін

N: Аспарагін

P: Пролін

Q: Глутамін

R: Аргінін

S: Серин

T: Треонін

V: Валін

W: Триптофан

Кодований геном білок за функціями належить до рецепторів, фосфопротеїнів, ліпопротеїнів. 
Задіяний у таких біологічних процесах, як ендоцитоз, альтернативний сплайсинг. 
Білок має сайт для зв'язування з іонами металів, іоном кальцію, лектинами. 
Локалізований у мембрані.
Також секретований назовні.